# 德妃
德妃，中國、朝鮮半島、越南妃嬪的位號之一。

## 历史
唐、宋时與貴妃、淑妃、賢妃同為四夫人。雖然名義上四妃屬同一品秩，但嚴格上德妃排序次於貴妃、淑妃，高於賢妃。
高丽王朝亦有这个位号，品秩正一品。越南阮朝亦有这个位号，品秩正一品。

## 中国德妃
- 唐代德妃

1. 尹德妃，唐高祖妃。
2. 燕德妃，唐太宗妃。初封贤妃，晋封德妃。
3. 竇德妃，唐睿宗妃，唐玄宗母。后追封为昭成皇后。
4. 王德妃，唐睿宗妃。
5. 武德妃，唐德宗妃，唐宪宗时册封为崇陵德妃[1]
6. 董德妃，唐顺宗为太子时的良媛，由于顺宗在位时间较短，董氏直接由太子良媛受封为太上皇德妃。
7. 王德妃，唐文宗妃，生莊恪太子李永。
8. 刘德妃，唐武宗妃。
9. 王德妃，原为韩国夫人，追封德妃，唐懿宗妃。

- 五代德妃

1. 张德妃，后梁末帝结发妻子，后封为德妃。
2. 伊德妃，后唐莊宗妃。
3. 董德妃，后周太祖郭威妾室，后封为德妃。

- 宋代德妃

1. 章獻皇后，曾封德妃。宋真宗皇后。
2. 杨修仪，追尊德妃，宋仁宗妃。
3. 俞昭仪，追尊德妃，宋仁宗妃。

- 辽朝德妃

1. 萧德妃，辽圣宗妃
2. 萧德妃，耶律淳正妻，摄政皇太后

- 金朝德妃

1. 徒单德妃，金世宗妃。

- 明代德妃

1. 魏德妃，明英宗妃。
2. 张德妃，明宪宗妃。
3. 张德妃，明世宗妃。
4. 李德妃，明穆宗妃。
5. 郑皇贵妃，曾封德妃，明神宗妃。
6. 許德妃，明神宗妃。

- 清代德妃

1. 孝恭仁皇后，康熙帝德妃，雍正帝生母，雍正登基後尊其為聖母皇太后，死後追尊為皇后。

## 朝鮮德妃
- 朝鮮王朝

1. 定安王后，朝鮮定宗王妃，定宗為王世子時，金氏受封為王世子德嬪，定宗即位後升為德妃。

## 越南德妃
- 阮朝

1. 黎德妃，追封德妃，嘉隆帝妃。